# Henry Kimball Hadley
Henry Kimball Hadley (Somerville, Massachusetts, 20 de diciembre de 1871 – Nueva York, 6 de septiembre de 1937) fue un compositor y director de orquesta estadounidense. 
Estudió en su país y en Viena, y a los veintisiete años se dio a conocer por la apertura Héctor y Andrómaca, muy bien acogida por la crítica y el público. Por la misma época dirigió una serie de conciertos en Alemania, y en 1909 estrenó la ópera Safie, logrando el mismo año un importante premio por su rapsodia The Culprit Fay. 
Poco tiempo después de volver a Estados Unidos, dirigió las principales orquestas, obteniendo gran fama como compositor. También destacan entre sus obras restantes: las sinfonías Youth and Life, The Four Seasons y las en do y mí menor; las aperturas In Bohemia y Herod; los poemas sinfónicos Salomé, The Atonement of Pan y Lucifer; tres suites de baile; varias cantatas; el drama lírico Merlin and Vivian (1906); las óperas Nancy Brown (1904); Azora (1918), y The Garden ofoff Allah (1920); un Concierto para violonchelo y orquesta; un cuarteto y un quinteto de arco y otras. 